# Llorenç Rifé
Llorenç Rifé i Climent, también conocido como Rifé I (Sant Celoni, 5 de febrero de 1938-Barcelona, 9 de enero de 2021) fue un destacado futbolista español de los años 50 y 60 que jugaba en la posición de defensa central. Fue hermano del también futbolista Joaquim Rifé.

## Biografía
Proviene de una familia deportiva ya que su padre fue defensa del Granollers. Comenzó su trayectoria futbolística en las bases juveniles del CE Poblenou. Después paso al CE Júpiter donde debutó en tercera división.
En la temporada 1958-59 fue fichado por CD Condal y en diciembre de aquella temporada subió al primer equipo del FC Barcelona, en el cual estuvo dos años. La temporada 1960-61 estuvo cedido en el Ceuta, aunque después volvió al equipo catalán.
En la temporada 1962-63 fichó por Deportivo de La Coruña donde permaneció tres temporadas. En marzo de 1965 ficha por el Nàstic de Tarragona en el cual se retiró definitivamente del fútbol a final de año.

### Fallecimiento
Falleció el 9 de enero de 2021 a los 82 años en Barcelona.

## Palmarés
- Dos Ligas españolas de fútbol masculina: 1959, 1960.
- Una Copa española de fútbol masculina: 1959.
- Una Copa de Ferias: 1958-60.